# Angela Zink
Angela Zink (* 17. August 1953 in Stuttgart) ist eine deutsche Epidemiologin, die den Programmbereich Epidemiologie und Versorgungsforschung am Deutschen Rheuma-Forschungszentrum in Berlin auf- und ausbaute. Sie schuf nationale Beobachtungsstudien von großer Relevanz für die Rheumatologie, die auch international stark beachtet wurden.

## Leben
Angela Zink stammt aus einer Stuttgarter Theologenfamilie. Sie ist die Tochter des Theologen und Publizisten Jörg Zink und die Enkelin der Stuttgarter Kommunalpolitikerin Elisabeth Daur und des Pfarrers Rudolf Daur. Von 1972 bis 1977 studierte Zink Soziologie, Psychologie und Betriebswirtschaftslehre an der Freien Universität Berlin. Sie schloss das Studium 1977 mit dem Diplom ab und wurde an derselben Universität 1984 zum Dr. rer. pol. promoviert. 1998 habilitierte sie sich im Fach Epidemiologie an der Charité Berlin. Zwischen 1977 und 1991 war sie in Forschung und Lehre an verschiedenen Forschungszentren und der Freien Universität Berlin tätig. 1991 wechselte sie als Leiterin des Programmbereichs Epidemiologie an das neu gegründete Deutsche Rheuma-Forschungszentrum in Berlin (DRFZ), dessen stellvertretende wissenschaftliche Direktorin sie von 1996 bis 2020 war. Seit 2003 war sie Professorin für Rheuma-Epidemiologie an der Klinik für Rheumatologie und Klinische Immunologie der Charité Universitätsmedizin Berlin und wurde 2020 emeritiert. 1999 wurde Zink für ihre Leistungen für die deutsche Rheumaforschung mit dem Bundesverdienstkreuz ausgezeichnet.
Zu ihren internationalen Aktivitäten gehörte die Mitarbeit im Wissenschaftlichen Komitee der europäischen Stiftung FOREUM (2015–2020) und der Vorsitz des epidemiologischen Komitees der European Alliance of Associations for Rheumatology, EULAR (2009–2012). EULAR ist der europäische Dachverband der Rheumatologie mit Sitz in der Schweiz. 2023 erhielt Zink den EULAR Meritorious Service Award, das ist die weltweit höchste Auszeichnung für ein Lebenswerk in der Rheumatologie, die EULAR  zu vergeben hat.

## Werk
Die unter ihrer Leitung entstandenen langfristig angelegten Beobachtungsstudien des DRFZ zu rheumatischen Erkrankungen bei Kindern, Jugendlichen und Erwachsenen sind eine kontinuierliche Datenquelle zur Erforschung von Nutzen und Risiken neuer Therapien, der Prognose von Krankheiten und der Versorgungsqualität unter Alltagsbedingungen. Die Daten unterstützen die Entwicklung von Leitlinien und Therapieempfehlungen, die Qualitätssicherung in Klinik und Praxis, die Bedarfsermittlung und -planung in der Rheumatologie und informieren politische Entscheidungsträger.

## Ehrungen
- 1997: Tosse Preis[1]
- 1999: Bundesverdienstkreuz[1][3]
- 2010: rheo-Fortschrittspreis der Deutschen Rheuma-Liga[11]
- 2010: Francois Blondel Medaille der Stadt Aachen[1]
- 2012: Ehrenmitgliedschaft der EULAR[12]
- 2016: Carol-Nachman-Medaille[13]
- 2018: Kussmaul-Medaille der Deutschen Gesellschaft für Rheumatologie[14]
- 2020: Ehrenmitgliedschaft der Deutschen Gesellschaft für Rheumatologie[15]
- 2023: EULAR Meritorious Service Award[7]

## Veröffentlichungen
Angela Zink publizierte mehr als 180 Originalartikel und ca. 60 Übersichten und Buchbeiträge.